# Birger Qvarnström
Ej att förväxla med författaren i parapsykologiska ämnen med samma namn, född 1897.
Birger Artur Emil Qvarnström, född 6 april 1924 i Stockholm, död 6 december 2012 i Partille församling, Västra Götalands län, var en svensk ingenjör.
Qvarnström, som var son till köpman Artur Birger Qvarnström, Stockholm (född 1898.01.19 i Gävle) och Margaretha Thorgren, utexaminerades från Kungliga Tekniska högskolan 1948, var anställd på flygtekniska institutionen där 1948–1950, AB Bofors 1950–1958, studerade i USA 1959, anställd på Svenska träforskningsinstitutet i Stockholm 1960–1962 och professor i reglerteknik vid Chalmers tekniska högskola från 1962.